# 1295
1295 (MCCXCV) a fost un an obișnuit al calendarului iulian, care a început într-o zi de luni.

## Evenimente
- 2 martie: Tratatul de la Vincennes: regele Filip al IV-lea "cel Frumos" al Franței obține Comitatul Burgundia, vândut de Otto al IV-lea de Burgundia.
- 20 iunie: Pacea de la Anagni: regele Iacob al II-lea al Aragonului obține Corsica și Sardinia, dar renunță la Sicilia și la Minorca.
- 10 august: Este întemeiat orașul Villefranche, în apropiere de Nisa, ca o stație de galere pentru lupta împotriva piraților.
- 23 octombrie: Tratatul de la Paris: consolidarea alianței dintre Franța și Scoția.
- 13 noiembrie: Regele Eduard I al Angliei recunoaște prerogativele Parlamentului englez.

### Nedatate
- Apar primele neînțelegeri dintre Filip al IV-lea "cel Frumos" al Franței și papa Bonifaciu al VIII-lea, ca urmare a faptului că monarhul francez a limitat drepturile Inchiziției.
- Conducătorul mongol Ghazan-han din Chorasan se convertește la Islam.
- Danzig (Gdansk) și Pomerelia trec sub stăpânirea polonă.
- Marco Polo revine în Italia, după călătoria în Asia.
- Mongolii și chinezii sunt obligați printr-un edict să urmeze învățătura lui Confucius.
- Regele John Balliol al Scoției se revoltă împotriva regelui Eduard I și invadează nordul Angliei.

## Arte, științe, literatură și Filosofie
- Este construită prima biserică creștină la Pekin, în China.

## Nașteri
- Andrea Pisano, sculptor și arhitect italian (d. ?)
- Andronic al III-lea, viitor împărat al Bizanțului (d. ?)
- Eudes IV, duce de Burgundia (d. 1350)
- Ioan al IV-lea, viitor duce de Bretania (d. 1345)
- Niceforos Gregoras, istoric bizantin (d. 1360)

## Decese
- 25 aprilie: Sancho al IV-lea, rege al Castiliei (n. 1257)
- 28 mai: Barnim al II-lea, duce de Pomerania (n. ?)
- 8 august: Ottone Visconti, senior de Milano (n. ?)

### Nedatate
- martie: Ghaykhatou, suveran ilhanid din Persia (n. ?)
- Meinhard, duce de Carintia (n. ?)
- Oberto Doria, amiral și om politic din Genova (n. ?)

## Înscăunări
- 25 aprilie: Ferdinand al IV-lea, rege al Leonului și Castiliei (până la 1310)
- 21 mai: Mihail al IX-lea, împărat al Bizanțului (până la 1320).
- 26 iunie: Przemysl al II-lea, rege al Poloniei.
- 8 august: Matteo Visconti, senior de Milano.
- 9 noiembrie: Arghun Ghazan, han ilhanid din Iran (până la 1304).
- Srindravarman, împărat al khmerilor (până la 1307).